# Lizbeth Salazar Rosado
Lizbeth Salazar Rosado es una escritora y poetisa mexicana. Nació en Chichimilá, Yucatán y a los 20 años se fue a la Ciudad de México donde empezó a trabajar como directora de escena en Televisa.

## Biografía
La primera telenovela que dirigió fue La muñeca rota que no fue muy exitosa en América Latina peri si en Europa y los Estados Unidos, pero su telenovela más exitosa y quizás una de las más famosas en el mundo fue El Indígena que fue protagonizada por Lalo de la Vega.Lizbeth también trabajo en algunas telenovelas como productora. Luego de trabajar casi 7 años en Televisa, renunció y se dedicó a escribir libros de literatura y teatro, fue ella quien en los ochenta escribió el famoso libro Verboide que fue de gran ayuda para los que estudiaban literatura en ese entonces.
El último libro que escribió fue en 1996 llamado El arte escénico mexicano.
Lizbeth colaboró en una edición de "El Periquillo Sarniento", en la que trabajó por más de 10 años con Sixto Valencia para ilustrar una nueva edición del libro que hoy en día se encuentra en muchos hogares de niños mexicanos.
Hoy reside en Cancún, México dando clases de la lengua española en una secundaria.
- Datos: Q5977554